# Ministarstvo financija Sjedinjenih Američkih Država
Odjel riznice Sjedinjenih država (engleski United States Department of the Treasury) je odjel kabineta zadužen za riznicu američke vlade koji po svojim ovlastima i dužnostima odgovara ministarstvu financija u drugim državama. Osnovan je saveznim zakonom godine 1789. godine radi upravljanja vladinim prihodima. Prvi ministar financije je bio Alexander Hamilton. Predsjednik George Washington je zamolio Hamiltona preuzeti tu dužnost nakon što je prethodno bio pitao Roberta Morrisa. Hamilton je skoro sam potpuno razradio nacionalni financijski sustav. Nekoliko je godina bio glavnom snagom Washingtonske administracije.
Odjelom upravljaju Tajnik za financije SAD-a i rizničar SAD-a koji prima i čuva novac u vlasništvu SAD-a. Odjel tiska i kuje sve novčanice i kovanice u opticaju preko Ured za graviranje i novac i Kovnicu novca SAD-a. Također prikuplja sve savezne poreze preko Službe unutrašnjih prihoda.

## Vanjske poveznice
- United States Department of the Treasury website
- Department Of The Treasury Meeting Notices and Rule Changes  Arhivirana inačica izvorne stranice od 15. kolovoza 2007. (Wayback Machine) from The Federal Register RSS Feed  Arhivirana inačica izvorne stranice od 20. siječnja 2012. (Wayback Machine)

"Enough Wise Men, The Story of Our Constitution" by Forrest McDonaldPublished by the Dominion of Canada and by Longmans Canada Limited, Toronto 1970 